# Anna Kalata
Anna Kalata z domu Kalista (ur. 10 maja 1964 w Milanówku) – polska polityk, przedsiębiorca, ekonomistka, minister pracy i polityki społecznej w rządzie Kazimierza Marcinkiewicza, a następnie w rządzie Jarosława Kaczyńskiego.

## Życiorys

### Wykształcenie i praca zawodowa
W 1993 ukończyła studia na Wydziale Nauk Ekonomicznych Uniwersytetu Warszawskiego. Jest też absolwentką studiów doktoranckich w Kolegium Ekonomiczno-Społecznym Szkoły Głównej Handlowej w Warszawie.
Od 1990 prowadziła własną działalność gospodarczą. Pełniła funkcję wiceprzewodniczącej komisji rewizyjnej Warszawskiej Izby Samorządu Gospodarczego oraz szefowej klubu powiatowego Demokratycznej Unii Kobiet. W 2004 została prezesem Mazowieckiego Regionalnego Funduszu Pożyczkowego. W latach 2002–2003 pełniła funkcję dyrektora Departamentu Rozwoju w Pocztowym Funduszu Leasingowym, następnie do 2005 była członkinią zarządu mazowieckiego Funduszu Poręczeń Kredytowych i szefem hurtowni.
W 2008 objęła funkcję wiceprezesa Fundacji Akademii Aktywności oraz prezesa Fundacji Instytutu Zarządzania i Wspierania Przedsiębiorczości. W październiku tego samego roku została także wiceprzewodniczącą zarządu Indyjsko-Polskiej Izby Gospodarczej. Objęła również funkcję prezesa Trans-Azjatyckiej Izby Gospodarczej w Mumbaju. Wykładała w Wyższej Szkole Informatyki, Zarządzania i Administracji w Warszawie.

### Działalność polityczna
W 1999 została doradcą władz Sojuszu Lewicy Demokratycznej, przystąpiła także do tej partii. W wyborach parlamentarnych w 2001 bez powodzenia ubiegała się o mandat poselski z listy SLD-UP (dostała 2540 głosów). W 2002 wstąpiła do Samoobrony RP, zostając ekspertem gospodarczym tej partii. Z jej ramienia w 2002 bezskutecznie kandydowała na urząd burmistrza miasta i gminy Błonie (zdobyła 10,79% poparcia, zajmując czwarte miejsce spośród siedmiu kandydatów), w 2004 do Parlamentu Europejskiego (otrzymała 4051 głosów), a w 2005 do Sejmu z okręgu podwarszawskiego (otrzymała 5513 głosów).
Od 5 maja 2006 sprawowała urząd ministra pracy i polityki społecznej z ramienia Samoobrony RP w rządach Kazimierza Marcinkiewicza i Jarosława Kaczyńskiego. 26 września tego samego roku po odwołaniu Andrzeja Leppera podała się do dymisji, jednak 16 października po odnowieniu koalicji PiS-Samoobrona RP-LPR ponownie mianowano ją ministrem. Funkcję tę pełniła do 13 sierpnia 2007, kiedy to została zdymisjonowana w związku z rozpadem koalicji rządzącej. Sprawując urząd ministra pracy, jednocześnie była przewodniczącą Trójstronnej Komisji ds. Społeczno-Gospodarczych i członkinią Komisji Nadzoru Finansowego. We wrześniu 2007 zrezygnowała z członkostwa w Samoobronie RP i wycofała się z działalności politycznej.
W 2011 zamierzała startować do Senatu z ramienia komitetu Unia Prezydentów – Obywatele do Senatu, jednak jej kandydatura nie została zarejestrowana z powodu zbyt małej liczby ważnych podpisów. W 2014 otwierała okręgową listę SLD-UP w wyborach do Europarlamentu, uzyskując 12 920 głosów i nie zdobywając mandatu. Rok później była niezależną kandydatką do Senatu w jednym z okręgów warszawskich, zajmując ostatnie, 4. miejsce.

### Sprawa sądowa
W 1996 pozwała Powszechny Zakład Ubezpieczeń o odszkodowanie za utracone korzyści z tytułu niezdolności do pracy. W grudniu 2006 jako członkini KNF głosowała za powołaniem na stanowisko prezesa zarządu PZU Jaromira Netzla, który przeszedł to głosowanie jednym głosem. Wkrótce potem zarząd PZU zawarł z nią ugodę, w wyniku której w czerwcu 2007 PZU wypłacił jej odszkodowanie (wraz z odsetkami) w wysokości 1,3 mln zł.

## Wyróżnienia
W 2006 otrzymała tytuł „Człowieka Roku 2006”, przyznany przez kapitułę Forum Psychologicznego za wprowadzenie korzystnych rozwiązań dla polskiej gospodarki, tworzenie nowych miejsc pracy i pomoc tym, którzy bez niej pozostają, a także za wkład w poprawę sytuacji socjalnej Polaków.

## Życie prywatne
Jest rozwiedziona. Ma dwoje dzieci.
W 2010 zagrała w bollywoodzkim filmie Cztery spotkania oraz uczestniczyła w 12. edycji programu rozrywkowego TVN Taniec z gwiazdami. Jest autorką książki Prawdziwe zmiany – mój eliksir młodości, wydanej przez Wydawnictwo Penelopa w 2011.